# Павленко, Екатерина Юрьевна (лыжница)
Екатерина Юрьевна Павленко (укр. Катерина Юріївна Павленко, родилась 15 сентября 1997 года в Сумах) — украинская паралимпийская лыжница, кандидат в мастера спорта Украины.

## Биография
Врождённая ампутация левого предплечья. Училась в средней школе № 15 г. Самотоевка. Лыжными гонками занимается с 10 лет, выступает в классе LW8. Первый тренер — Светлана Байда. Дебютировала на чемпионате мира 2013 года в шведском Шеллефтео и в финале Кубка мира в Сочи. На Паралимпийских играх в Сочи была самой молодой спортсменкой сборной Украины. В январе 2014 года на турнире в немецком Оберриде заняла 10-е место в биатлоне на средней дистанции.
На Паралимпийских играх в Сочи Екатерина выступила на дистанции 15 км классическим стилем и заняла 11-е место.